# Scopula caesaria
Scopula caesaria är en fjärilsart som beskrevs av Walker 1861. Scopula caesaria ingår i släktet Scopula och familjen mätare. Inga underarter finns listade.